# Chefs-d'œuvre en péril
Chefs-d'œuvre en péril est une ancienne émission de télévision culte de la télévision française des années 1960 et 1970, ainsi qu'un prix d'architecture sur le thème de la sauvegarde et de la restauration du patrimoine architectural en France. Créée et présentée par l'historien producteur Pierre de Lagarde, elle est diffusée sur RTF Télévision de 1962 à 1964, sur la deuxième chaîne de l'ORTF de 1964 à 1974 et sur Antenne 2 jusqu'en 1975.

## Historique
Après la diffusion d'une enquête, présentée à la radio sur France Inter où Pierre de Lagarde était reporter, sur la vente des statues d'une église située dans un petit village normand, Pierre de Lagarde reçoit de très nombreuses lettres d'auditeurs. Il imagine alors une émission sur le thème de la sauvegarde du patrimoine français. Quelques personnalités sont invitées à l'émission dont Louis de Funès, Jacques Tati et le ministre de la Culture Jacques Duhamel.
Cette émission permet de faire affluer soutiens, dons, bénévoles, fouilleurs pour sauver de la ruine ou de la destruction plus de cent-cinquante monuments.  
Les prix « Chefs-d'œuvre en péril » récompensent les actions de sauvegarde du patrimoine français, et sont remis par André Malraux ou Valéry Giscard d'Estaing au Palais de l'Élysée.

## Lauréats du prixChefs-d'œuvre en péril
- 1963 : Club du Vieux Manoir, Château Fort de Guise, prix remis par André Malraux (Aisne en Picardie actuelle Haut-de-France).
- 1964 : Cathédrale Saint-Pierre de Maillezais (Vendée en Pays de la Loire), 3e prix
- 1965 : Château de Dourdan (Essonne en Île de France)
- 1966 : Marcel Lelégard et l'abbatiale de l'abbaye de La Lucerne (Manche en Normandie)
- 1968 : Château de Villevieille (Gard en Languedoc-Roussillon). 2e prix : Élisabeth Beck et l'abbaye de Hambye (Manche en Normandie)
- 1970 : Château de la Haute-Guerche (Maine-et-Loire en Pays de la Loire)

- 1971 : Château de Portes (Gard en Languedoc-Roussillon). 2e prix pour Raymond Ritter et son épouse pour la restauration du château de Morlanne (Béarn en Pyrénées-Atlantiques).
- 1972 : Château de Magnat (Creuse en Limousin)
- 1973 : Abbaye de Fontdouce (Charente-Maritime)
- 1976 : Abbaye Sainte-Marguerite de Bouilland (Côte-d'Or en Bourgogne-Franche-Comté)
- 1977 : Château de Ménessaire (Côte-d'Or en Bourgogne)
- 1978 : Château d'Entrecasteaux (VAR)
- 1980 : La Maison du Paysan pour la restauration du château de Longevialle à Loubaresse (Cantal en Auvergne). 2e prix à Mady Smets et Jane Jacquet de Pro Peyresq, pour la restauration du village de Peyresq (Alpes-de-Haute-Provence)
- 1987 : Michael Nerlich et son musée de Charroux et de son canton (Allier en Auvergne)

 (octobre 2016).
- Église Saint-Martin de Marquemont (Oise en Picardie)
- Louis Bessière et le château médiéval de Pouancé (Maine-et-Loire dans le Pays de la Loire)
- Château de Tressé (Maine-et-Loire en Pays de la Loire)
- Quartier médiéval de Bourbon-Lancy (Saône-et-Loire en Bourgogne-Franche-Comté)
- Château de Caudeval (Aude en Languedoc-Roussillon)
- Église Saint-Martin de Saint-Martin-les-Eaux (Alpes-de-Haute-Provence)
- Château de Long (Somme en Picardie), 1er prix
- Abbaye de Clermont (Mayenne en Pays de la Loire)
- Abbaye Sainte-Marie de Fontcaude (Hérault en Languedoc-Roussillon)
- Château de Belcastel (Aveyron en Midi-Pyrénées)
- Abbaye du Gard (Somme en Picardie), 4e prix
- Chapelle Notre-Dame de Languivoa (Finistère en Bretagne)
- Château de Verdelles (Sarthe en Pays de la Loire)
- Château-Fort de Guise (Aisne en Picardie) prix remis par André Malraux
- Henri Bataille, historien lauréat du prix

## Au cinéma
- Dans le film Le Tatoué sorti en 1968, le comte de Montignac joué par Jean Gabin reçoit la visite de deux journalistes de l'émission Chefs-d'œuvre en péril venus faire un reportage sur son château du Périgord.